# Blăjeni
Blăjeni (en hongrois : Blezseny) est une commune du Județ de Hunedoara en Transylvanie, (Roumanie).